# Sophie Kempf
Sophie Kempf (20 de febrero de 1968) es una deportista francesa que compitió en ciclismo de montaña en la disciplina de descenso.
Ganó una medalla de plata en el Campeonato Mundial de Ciclismo de Montaña de 1994 y dos medallas de bronce en el Campeonato Europeo de Ciclismo de Montaña, en los años 1991 y 1992.

## Medallero internacional
| Campeonato Mundial | Campeonato Mundial     | Campeonato Mundial | Campeonato Mundial |
| Año                | Lugar                  | Medalla            | Competición        |
| ------------------ | ---------------------- | ------------------ | ------------------ |
| 1994               | Vail (Estados Unidos)  | Medalla de plata   | Descenso           |
| Campeonato Europeo |                        |                    |                    |
| Año                | Lugar                  | Medalla            | Competición        |
| 1991               | La Bourboule (Francia) | Medalla de bronce  | Descenso           |
| 1992               | Möllbrücke (Austria)   | Medalla de bronce  | Descenso           |